# Rambo
För andra betydelser, se Rambo (olika betydelser).
Rambo är en rollfigur spelad av Sylvester Stallone i en serie amerikanska (del 1-5) actionfilmer med skådespelaren Sylvester Stallone i huvudrollen. Rollfiguren är utformad efter personen med samma namn "John Rambo" i David Morrells bok First Blood (1972), utgiven på svenska som Tvekampen (1973).

## Filmerna
Boken och den första filmen utspelar sig i en småstad i USA, där Rambo får, eller snarare skapar sig, problem med polisen. Han blir intagen och misshandlad, vilket även väcker psykotiska minnen från Vietnamkriget till liv. När han flyr in i skogen och polisen bildar ett uppbåd för att fånga in honom, börjar hans psykoser från Vietnamkriget ta över och det blir ett slags krig mellan Rambo och polisen. Handlingen väcker frågor kring vad som kan hända när utbildade soldater återkommer till vardagen.
I boken First Blood dör Rambo till slut, men i filmen fängslas han. Ett slut där Rambo dör filmades, men Stallone insisterade på att låta Rambo överleva varför ett alternativt slut spelades in. När slutet med en död Rambo visades för en testpublik blev reaktionen så negativ att man valde det alternativa slutet istället (till författaren Morrells besvikelse, eftersom detta fjärmade filmen helt och hållet från boken).
De därpå följande filmerna var delvis mera konventionella actionfilmer med huvudtema att Rambo, med hjälp av en imponerande arsenal av vapen, egenhändigt slår ut arméer av motståndare i olika länder (ej USA).

## Namnet
Ett ramboäpple ursprungligen från Hisingen i Sverige, inspirerade författaren David Morrell till efternamnet på huvudpersonen i romanen First Blood.

## Rambos bakgrund och meriter
Följande nämns i filmen Rambo – First Blood II:
John James Rambo är född 7 juni 1947 i Arizona med indiansk-tysk härkomst. Han värvades till armén 8 juli 1964 och antogs till specialtrupperna. Hans specialitet är lätta vapen. Han är utbildad för helikopter och i flera språk. Hans stridsmeriter är 2 silverstjärnor, 4 bronsstjärnor, 4 purpurhjärtan och även två tapperhetsmedaljer. En från Vietnamkriget och en som han fick efter den andra filmen, dock ville han inte ta emot den utan sade till överste Trautman att ge den till de krigsfångar som han hade räddat.